# Batalion Zapasowy Saperów Nr II
Batalion Zapasowy Saperów Nr  II – pododdział saperów  Wojska Polskiego II RP.

## Historia Batalionu
Po wymarszu II batalionu  saperów w 1919 roku na front, pozostaje w Krasnymstawie kompania zapasowa saperów Nr. 2. W czerwcu  1920 roku przeniesiona do Dęblina, zostaje tam przemianowana na batalion zapasowy saperów Nr. II. Kompania (później  batalion) zapasową dowodzą: od początku istnienia do sierpnia 1920 roku porucznik Józef Kozielski, od sierpnia 1920 roku do 1 marca 1921 roku major Stefan Dąbkowski, a od tego czasu do czerwca 1921 roku kapitan Leon Rutkowski-Koczur. W czerwcu 1921 roku z chwilą powstania pułku, batalion zapasowy saperów przekształca się w kadrę batalionu zapasowego pułku.

## Dowódcy kompanii i batalionu
- por. Józef Kozielski
- mjr. Stefan Dąbkowski
- kpt. Leon Rutkowski-Koczur